# Sandro Botticelli festményeinek listája
Az alábbi lista tartalmazza Sandro Botticelli kora reneszánsz olasz festő műveit:

## Freskók
| Kép | Cím | Dátum         | Méret                 | Technika          | A kiállítás helye                     | Megjegyzés | N.    |
| --- | --- | ------------- | --------------------- | ----------------- | ------------------------------------- | --- | ----- |
|     | A Gyermek imádása Adorazione del Bambino                                                                    | kb. 1476–1477 | 200×300 cm            | freskó            | Santa Maria Novella bazilika, Firenze | |       |
|     | Szt. Ágoston a cellájában Sant'Agostino nello studio                                                        | kb. 1480      | 152×112 cm            | freskó            | Chiesa di Ognissanti, Firenze         | |       |
|     | Angyali üdvözlet (San Martino alla Scala) Annunciazione di San Martino alla Scala                           | kb. 1481      | 243×555 cm            | freskó (staccato) | Galleria degli Uffizi, Firenze        | Eredetileg a Santa Maria della Scala San Martino templom előtti loggia alatt állt. 1920-ban leválasztották a helyéről és restaurálták. | [ 1 ] |
|     | Pápák portréi Ritratti di papi                                                                              | kb. 1481      | 210×80 cm (mindegyik) | freskó            | Sixtus-kápolna, Vatikán               | |       |
|     | Mózes próbatételei Prove di Mosè                                                                            | kb. 1481–1482 | 348,5×558 cm          | freskó            | Sixtus-kápolna, Vatikán               | |       |
|     | Koré és társai megbüntetése Punizione dei ribelli                                                           | kb. 1481–1482 | 348,5×570 cm          | freskó            | Sixtus-kápolna, Vatikán               | |       |
|     | Krisztus megkísértése Prove di Cristo                                                                       | kb. 1481–1482 | 345,5×555 cm          | freskó            | Sixtus-kápolna, Vatikán               | |       |
|     | Vénusz és a három Grácia ajándékot ad egy fiatal lánynak Venere e le tre Grazie offrono doni a una giovane' | kb. 1486      | 211×284 cm            | freskó            | Louvre, Párizs                        | Eredetileg a Villa Lemmi (Tornabuoni) épületében                                                                                       |       |
|     | Fiatalok bevezetése a szabad művészetekbe Giovane introdotto tra le Arti Liberali                           | kb. 1486      | 238×284 cm            | freskó            | Louvre, Párizs                        | Eredetileg a Villa Lemmi (Tornabuoni) épületében                                                                                       |       |

## Mitológiai és allegorikus képek
| Kép | Cím                                                                                   | Dátum         | Méret          | Technika                    | Kiállítás helye                         | Megjegyzés | N.    |
| --- | ------------------------------------------------------------------------------------- | ------------- | -------------- | --------------------------- | --------------------------------------- | --- | ----- |
|     | Erő Fortezza                                                                          | kb. 1470      | 167×87 cm      | tempera grassa nyárfatáblán | Uffizi, Firenze                         | Piero del Pollaiolo 1469-ben rendelte meg az Erényeket bemutató képegyüttest, közülük ezt az egyet festette Botticelli (az egész sorozat az Uffizi-galériában látható).               | [ 2 ] |
|     | Tavasz Primavera                                                                      | kb. 1480      | 207×319 cm     | tempera grassa nyárfatáblán | Uffizi, Firenze                         | | [ 3 ] |
|     | Pallasz Athéné és a kentaur Pallade e il Centauro                                     | kb. 1480–1485 | 207×148 cm     | tempera, vászon             | Uffizi, Firenze                         | Lorenzo di Pierfrancesco de' Medici számára készült, valószínűleg Semiramide Appianival 1482-ben kötött házassága alkalmából.                                                         | [ 4 ] |
|     | Vénusz és Mars Venere e Marte                                                         | kb. 1483      | 69×173,5 cm    | tempera, tábla              | National Gallery, London                | |       |
|     | Nastagio degli Onesti története, első rész Nastagio degli Onesti, primo episodio      | kb. 1483      | 83×138 cm      | tempera, tábla              | Prado, Madrid                           | |       |
|     | Nastagio degli Onesti története, második rész Nastagio degli Onesti, secondo episodio | kb. 1483      | 83×138 cm      | tempera, tábla              | Prado, Madrid                           | |       |
|     | Nastagio degli Onestio, harmadik rész Nastagio degli Onesti, terzo episodio           | kb. 1483      | 83×142 cm      | tempera, tábla              | Prado, Madrid                           | |       |
|     | Nastagio degli Onestio Nastagio degli Onesti, quarto episodio                         | kb. 1483      | 83×142 cm      | tempera, tábla              | magángyűjtemény, Palazzo Pucci, Firenze | |       |
|     | Vénusz születése Nascita di Venere                                                    | kb. 1485      | 172,5×278,5 cm | tempera, vászon             | Uffizi, Firenze                         | | [ 5 ] |
|     | Szemérmes Vénusz Venere pudica                                                        | kb. 1485–1490 |                |                             | Galleria Sabauda, Torino                | Szerzősége vitatott; valószínű, hogy Botticelli műhelyéből került ki, de egyes szakértők kétségbe vonják, hogy a mester is dolgozott rajta.                                           |       |
|     | Rágalom Calunnia                                                                      | kb. 1494–1495 | 62×91 cm       | tempera, tábla              | Uffizi, Firenze                         | |       |
|     | Virginia története Storie di Virginia                                                 | kb. 1498      | 85×165 cm      | tempera, tábla              | Accademia Carrara, Bergamo              | |       |
|     | Lucretia története Storie di Lucrezia                                                 | kb. 1500      | 83,8×176,8 cm  | tempera és olaj, tábla      | Isabella Stewart-Gardner Museum, Boston | Valószínűleg a Vespuccik megrendelésére készült, majd a Salviatik, a Bardik és Ashburnham 5. grófja birtokába került, aki 1894-ben 3 400 fontért adta el Isabella Stewart Gardnernek. | [ 7 ] |

## Vallási témájú képek

### Oltárképek
| Kép                                       | Cím                                                                                  | Dátum                 | Méret                 | Technika              | Kiállítás helye                          | Megjegyzés                                                                            | N.                    |
| Sant'Ambrogio templom                     | Sant'Ambrogio templom                                                                | Sant'Ambrogio templom | Sant'Ambrogio templom | Sant'Ambrogio templom | Sant'Ambrogio templom                    | Sant'Ambrogio templom                                                                 | Sant'Ambrogio templom |
| ----------------------------------------- | ------------------------------------------------------------------------------------ | --------------------- | --------------------- | --------------------- | ---------------------------------------- | ------------------------------------------------------------------------------------- | --------------------- |
|                                           | A Sant'Ambrogio oltárképe Pala di Sant'Ambrogio                                      | kb. 1470              | 170×194 cm            | tempera, tábla        | Uffizi, Firenze                          | Ez Botticelli egyik első oltárképe és egyúttal az első, tőle rendelt monumentális mű. | [ 8 ]                 |
| San Barnaba templom                       |                                                                                      |                       |                       |                       |                                          |                                                                                       |                       |
|                                           | A San Barnaba templom oltárképe Pala di San Barnaba                                  | kb. 1487              | 268×280 cm            | tempera, tábla        | Uffizi, Firenze                          |                                                                                       |                       |
|                                           | Szt. Ágoston látomása a gyermekről Visione di Sant'Agostino del fanciullo            | kb. 1487              | 20×38 cm              | tempera, tábla        | Uffizi, Firenze                          | Az oltárkép egyik panelje                                                             |                       |
|                                           | Krisztus a sírban Cristo in pietà                                                    | kb. 1487              | 21×41 cm              | tempera, tábla        | Uffizi, Firenze                          | Az oltárkép egyik panelje                                                             |                       |
|                                           | Salome Keresztelő Szt. János fejével Salomè con la testa del Battista                | kb. 1487              | 21×40,5 cm            | tempera, tábla        | Uffizi, Firenze                          | Az oltárkép egyik panelje                                                             |                       |
|                                           | Szt. Ignác szívének kivétele Estrazione del cuore di Sant'Ignazio                    | kb. 1487              | 21×40,5 cm            | tempera, tábla        | Uffizi, Firenze                          | Az oltárkép egyik panelje                                                             |                       |
| San Marco templom                         |                                                                                      |                       |                       |                       |                                          |                                                                                       |                       |
|                                           | A San Marco oltárképe Pala di San Marco                                              | kb. 1490–1492         | 378×258 cm            | tempera, tábla        | Uffizi, Firenze                          |                                                                                       |                       |
|                                           | Szt. János evangélista Patmoszon San Giovanni evangelista a Patmos                   | kb. 1490–1492         |                       | tempera, tábla        | Uffizi, Firenze                          | Az oltárkép egyik panelje                                                             |                       |
|                                           | Szt. Ágoston a cellájában Sant'Agostino nello studio                                 | kb. 1490–1492         |                       | tempera, tábla        | Uffizi, Firenze                          | Az oltárkép egyik panelje                                                             |                       |
|                                           | Angyali üdvözlet Annunciazione                                                       | kb. 1490–1492         |                       | tempera, tábla        | Uffizi, Firenze                          | Az oltárkép egyik panelje                                                             |                       |
|                                           | Szt. Jeromos vezeklése a pusztában San Girolamo penitente nel deserto                | kb. 1490–1492         |                       | tempera, tábla        | Uffizi, Firenze                          | Az oltárkép egyik panelje                                                             |                       |
|                                           | Szt. Eligius csodatétele Miracolo di Sant'Eligio                                     | kb. 1490–1492         |                       | tempera, tábla        | Uffizi, Firenze                          | Az oltárkép egyik panelje                                                             |                       |
| Santa Elisabetta delle Convertite templom |                                                                                      |                       |                       |                       |                                          |                                                                                       |                       |
|                                           | A Convertite templom oltárképe Pala delle Convertite                                 | kb. 1491–1493         | 214×192 cm            | tempera, tábla        | Courtauld Gallery, London                |                                                                                       |                       |
|                                           | Magdolna Krisztus prédikációját hallgatja Maddalena che ascolta la predica di Cristo | kb. 1491–1493         | 18×42 cm              | tempera, tábla        | Philadelphia Museum of Art, Philadelphia | Az oltárkép egyik panelje                                                             |                       |
|                                           | Lakoma Simon házában Festa in casa di Simone                                         | kb. 1491–1493         | 18×42 cm              | tempera, tábla        | Philadelphia Museum of Art, Philadelphia | Az oltárkép egyik panelje                                                             |                       |
|                                           | Noli me tangere                                                                      | kb. 1491–1493         | 18×42 cm              | tempera, tábla        | Philadelphia Museum of Art, Philadelphia | Az oltárkép egyik panelje                                                             |                       |
|                                           | Mária Magdolna szentáldozása és mennybevétele Comunione e assunzione della Maddalena | kb. 1491–1493         | 18×42 cm              | tempera, tábla        | Philadelphia Museum of Art, Philadelphia | Az oltárkép egyik panelje                                                             |                       |

### Egyéb festmények
| Kép | Cím | Dátum         | Méret                   | Technika                                           | A kiállítás helye                                       | Megjegyzés | N.            |
| --- | --- | ------------- | ----------------------- | -------------------------------------------------- | ------------------------------------------------------- | --- | ------------- |
|     | A háromkirályok imádása Adorazione dei Magi | kb. 1465–1467 | 50×136 cm               | tempera, tábla                                     | National Gallery, London                                | |               |
|     | A háromkirályok imádása Adorazione dei Magi | kb. 1470–1475 | 130,8 cm átmérő Tondo   | tempera, tábla                                     | National Gallery, London                                | |               |
|     | Holofernész holttestének megtalálása Scoperta del cadavere di Oloferne | kb. 1472      | 31×25 cm                | tempera, tábla                                     | Uffizi, Firenze                                         | Diptichon bal szárnya; a másik a Judit visszatérése Betuliába |               |
|     | Judit visszatérése Betuliába Ritorno di Giuditta a Betulia | kb. 1472      | 31×25 cm                | tempera, tábla                                     | Uffizi, Firenze                                         | Diptichon jobb szárnya; a másik a Holofernész holttestének megtalálása |               |
|     | Szent Sebestyén San Sebastiano | kb. 1474      | 195×75 cm               | tempera, tábla                                     | Gemäldegalerie, Berlin                                  | |               |
|     | A háromkirályok imádása Adorazione dei Magi | kb. 1475      | 111×134 cm              | tempera, tábla                                     | Uffizi, Firenze                                         | |               |
|     | Eszter Szúza falai előtt Ester davanti alle mura di Susa | kb. 1475      | 48,4×43,2×3,2 cm        | tojástempera, olajzománc és aranyozás nyárfatáblán | National Gallery of Canada, Ottawa                      | Egyike annak a hat panelnek, amelyek eredetileg két kelengyeláda részét képezték és amelyeken Eszter élete volt látható. Botticelli volt a panelek általános tervezője, de a munka egy részét tanítványára, Filippino Lippire bízta. | [ 9 ]         |
|     | Ahasvérus kiválasztja Esztert Ester scelta da Assuero | kb. 1475      | 48×132 cm               | tojástempera, olajzománc és aranyozás nyárfatáblán | Musée Condé, Chantilly, Franciaország                   | Egyike annak a hat panelnek, amelyek eredetileg két kelengyeláda részét képezték és amelyeken Eszter élete volt látható. Botticelli volt a panelek általános tervezője, de a munka egy részét tanítványára, Filippino Lippire bízta. | [ 10 ]        |
|     | A száműzött Vásti Szúza falain kívül Vasti in esilio fuori le mura di Susa                                                                                                  | kb. 1475      | 48,5×43,2 cm            | tojástempera, olajzománc és aranyozás nyárfatáblán | Museo Horne, Firenze                                    | Egyike annak a hat panelnek, amelyek eredetileg két kelengyeláda részét képezték és amelyeken Eszter élete volt látható. Botticelli volt a panelek általános tervezője, de a munka egy részét tanítványára, Filippino Lippire bízta. | [ 11 ]        |
|     | Elhagyatott (vagy: A kétségbeesett Mordecháj La Derelitta (Disperazione di Mordecai)                                                                                        | kb. 1475      | 47×43 cm                | tojástempera, olajzománc és aranyozás nyárfatáblán | Palazzo Pallavicini Rospigliosi, Róma                   | Egyike annak a hat panelnek, amelyek eredetileg két kelengyeláda részét képezték és amelyeken Eszter élete volt látható. Botticelli volt a panelek általános tervezője, de a munka egy részét tanítványára, Filippino Lippire bízta. |               |
|     | Mordecháj siralma; Eszer elájul Ahasvérus előtt; Hámán hiába könyörög kegyelemért 'Compianto di Mordecai; Ester sviene davanti ad Assuero; Aman implora misericordia invano | kb. 1475      | 48×132 cm               | tojástempera, olajzománc és aranyozás nyárfatáblán | Louvre, Párizs                                          | Egyike annak a hat panelnek, amelyek eredetileg két kelengyeláda részét képezték és amelyeken Eszter élete volt látható. Botticelli volt a panelek általános tervezője, de a munka egy részét tanítványára, Filippino Lippire bízta. | [ 10 ] [ 12 ] |
|     | Mordecháj diadala Trionfo di Mordecai | kb. 1475      | 48,3×43,2×3,5 cm        | tojástempera, olajzománc és aranyozás nyárfatáblán | National Gallery of Canada, Ottawa                      | Egyike annak a hat panelnek, amelyek eredetileg két kelengyeláda részét képezték és amelyeken Eszter élete volt látható. Botticelli volt a panelek általános tervezője, de a munka egy részét tanítványára, Filippino Lippire bízta. | [ 13 ]        |
|     | Krisztus áldása Cristo benedicente | kb. 1480      | 45×29 cm                | tempera, tábla                                     | Detroit Institute of Arts, Detroit, Egyesült Államok    | |               |
|     | Jézus születése Natività | kb. 1480      | tondo                   | tempera, tábla                                     | Montecassinói apátság, Cassino                          | |               |
|     | A háromkirályok imádása Adorazione dei Magi | kb. 1482      | 68×102 cm               | tempera, tábla                                     | National Gallery of Art, Washington                     | |               |
|     | Jézus születése Natività | kb. 1482–1485 | 76 cm átmérő (tondo)    | tempera és olaj, tábla                             | Isabella Stewart-Gardner Museum, Boston                 | Isabella Stewart Gardner 1900-ban vásárolta meg Brindisi hercegének gyűjteményéből a firenzei Palazzo Antinoriból kb. 40 ezer dollárért.                                                                                             | [ 14 ]        |
|     | Angyali üdvözlet Annunciazione | kb. 1485      | 19×31 cm                | tempera és arany, tábla                            | Metropolitan Museum of Art, New York                    | |               |
|     | Angyali üdvözlet (Cestello) Annunciazione di Cestello | kb. 1489–1490 | 150×156 cm              | tempera, tábla                                     | Uffizi, Firenze                                         | A képet (amelynek eredeti kerete máig megmaradt) Benedetto di ser Francesco Guardi pénzváltó rendelte meg a Santa Maria Maddalena dei Pazzi templomban (a Cestelli di Pinti kolostorban) lévő családi kápolna számára.               | [ 15 ]        |
|     | Angyali üdvözlet Annunciazione | kb. 1490      |                         | tempera, tábla                                     | Hyde Collection, Glens Falls, Egyesült Államok          | |               |
|     | Szt. Ágoston a cellájában Sant'Agostino nello studio | kb. 1490–1494 | 41×27 cm                | tempera, tábla                                     | Uffizi, Firenze                                         | |               |
|     | Angyali üdvözlet Annunciazione | kb. 1490–1495 | 49,5×58,5 cm            | tempera, tábla                                     | Kelvingrove Art Gallery and Museum, Glasgow             | |               |
|     | A halott Krisztus siratása Compianto sul Cristo morto | kb. 1495      | 107×71 cm               | tempera, tábla                                     | Museo Poldi Pezzoli, Milánó                             | |               |
|     | A halott Krisztus siratása Szent Jeromossal, Pállal és Péterrel Compianto sul Cristo morto con i santi Girolamo, Paolo e Pietro                                             | kb. 1495      | 140×207 cm              | tempera, tábla                                     | Alte Pinakothek, München                                | |               |
|     | Szent Jeromos áldozása Comunione di san Girolamo | kb. 1495      | 34×25 cm                | tempera, tábla                                     | Metropolitan Museum of Art, New York                    | |               |
|     | Gábriel arkangyal és Szűz Mária Arcangelo Gabriele e Vergine Maria | kb. 1495–1498 | 45×13 cm (darabonként)  | tempera táblára, vászonra áttéve                   | Puskin Múzeum, Moszkva                                  | Eredete bizonytalan, valószínűleg egy elveszett poliptichon része (talán az Ermitázs két szentjével együtt). Valószínű, hogy csak a rajz Botticellié, a kivitelezés pedig egy tanítványának munkája.                                 | [ 16 ] [ 17 ] |
|     | Judit Holofernész fejével Giuditta con la testa di Oloferne | kb. 1495–1500 | 36,5×20 cm              | tempera, tábla                                     | Rijksmuseum, Amszterdam                                 | |               |
|     | A Szentlélek alászállása Discesa dello Spirito Santo | kb. 1495–1505 | 207×229 cm              | olaj, tábla                                        | Birmingham Museum of Art, Birmingham, Egyesült Államok  | |               |
|     | Jelképes megfeszítés Crocifissione simbolica | kb. 1497–1502 | 73,5×50,8 cm            | tempera és olaj táblán, vászonra áttéve            | Fogg Art Museum, Cambridge, Egyesült Államok            | |               |
|     | Szent Jeromos San Girolamo | kb. 1498–1505 | 44,5×26 cm              | tempera, vászon                                    | Ermitázs, Szentpétervár                                 | Eredete bizonytalan, talán egy elveszett poliptichon része a Szent Domonkos-sal (esetleg a Puskin Múzeumban található Angyali üdvözlettel együtt). Valószínűleg Botticelli műhelyében készült.                                       | [ 16 ]        |
|     | Szent Domonkos San Domenico | kb. 1498–1505 | 44b5×26 cm              | tempera, váaszon                                   | Ermitázs, Szentpétervár                                 | Eredete bizonytalan, talán egy elveszett poliptichon része Szent Jeromos-sal (és esetleg a Puskin Múzeumban lévő ANgyali üdvözlet-tel együtt is). Valószínűleg Botticelli műhelyében készült.                                        | [ 16 ]        |
|     | Töviskoronás Krisztus Cristo coronato di spine | kb. 1500      | 47,6×32,3 cm            | tempera, tábla                                     | Accademia Carrara, Bergamo                              | |               |
|     | Szűz Mária mennybevétele Szt. Benedekkel, Tamás apostollal és Juliánnal Assunzione della Vergine con i santi Benedetto, Tommaso apostolo e Giuliano                         | kb. 1500      | 178×88,2 cm             | tempera és arany, tábla                            | Galleria nazionale di Parma, Parma                      | |               |
|     | Urunk színeváltozása Szt. Jeromossal és Ágostonnal Trasfigurazione con i santi Gerolamo e Agostino                                                                          | kb. 1500      | 28×36 cm                | tempera, tábla                                     | Palazzo Pallavicini Rospigliosi, Róma                   | |               |
|     | Szónoklat a kertben Orazione nell'orto | kb. 1500      | 53×35 cm                | tempera, tábla                                     | Granadai székesegyház, Granada, Spanyolország           | |               |
|     | A Gyermek imádása Adorazione del Bambino | kb. 1500      | 125,7 cm átmérő (tondo) | tempera, tábla                                     | North Carolina Museum of Art, Raleigh, Egyesült Államok | |               |
|     | A Gyermek imádása Adorazione del Bambino | kb. 1500      | 47b5 cm átmérő (tondo)  | olaj, tábla                                        | Houston Museum of Fine Arts, Houston, Egyesült Államok  | |               |
|     | A háromkirályok imádása Adorazione dei Magi | kb. 1500      | 107,5×173 cm            | tempera, tábla                                     | Uffizi, Firenze                                         | |               |
|     | Misztikus születés Natività mistica | kb. 1500–1501 | 108,5×74,9 cm           | olaj, vászon                                       | National Gallery, London                                | Ez az egyetlen kép, amit Botticelli aláírt |               |
|     | Keresztség és Szent Zenobius püspökké választása Battesimo ed elezione a vescovo di san Zanobi                                                                              | kb. 1500–1505 | 66,5×149,5 cm           | tempera, tábla                                     | National Gallery, London                                | |               |
|     | Szent Zenobius három csodatétele Tre miracoli di san Zanobi | kb. 1500–1505 | 66,5×149,5 cm           | tempera, tábla                                     | National Gallery, London                                | |               |
|     | Szent Zenobius három csodatétele Tre miracoli di san Zanobi | kb. 1500–1505 | 67,3×105,5 cm           | tempera, tábla                                     | Metropolitan Museum of Art, New York                    | |               |
|     | Szent Zenobius utolsó csodatétele és halála Ultimo miracolo e morte di san Zanobi                                                                                           | kb. 1500–1505 | 66×182 cm               | tempera, tábla                                     | Gemäldegalerie Alte Meister, Drezda                     | |               |
|     | Fájdalmas Krisztus Cristo dei dolori | kb. 1500–1510 | 69x51,4 cm              | olaj és tempera, tábla                             | Magángyűjtemény                                         | 2022-ben 45,4 millió dollárért vették meg a Sothesby's árverésén. |               |

## Madonnák
| Kép | Cím | Dátum         | Méret                   | Technika                      | Kiállítás helye                                              | Megjegyzés | N.                   |
| --- | --- | ------------- | ----------------------- | ----------------------------- | ------------------------------------------------------------ | --- | -------------------- |
|     | Szűz Mária gyermekével (Innocenti) Madonna col Bambino degli Innocenti                                                                                           | kb. 1465–1467 | 87×60 cm                | tempera, tábla                | Spedale degli Innocenti, Firenze                             | |                      |
|     | Szűz Mária gyermekével és egy angyallal Madonna col Bambino e un angelo                                                                                          | kb. 1465–1467 | 110×70 cm               | tempera, tábla                | Musée Fesch, Ajaccio, Franciaország                          | |                      |
|     | Árkádos Madonna Madonna della Loggia | kb. 1466–1467 | 72×50 cm                | olaj, tábla                   | Uffizi, Firenze                                              | | [ 18 ]               |
|     | Szűz Mária gyermekével Madonna col Bambino | kb. 1467      | 72×51 cm                | tempera, tábla                | Musée du Petit Palais, Avignon                               | |                      |
|     | Szűz Mária gyermekével és őket imádó angyallal Madonna col Bambino e un angelo adorante                                                                          | kb. 1468      | 89×68 cm                | tempera, tábla                | Norton Simon Museum, Pasadena, Egyesült Államok              | |                      |
|     | Szűz Mária gyermekével, Szent Jánossal és két angyallal Madonna col Bambino, san Giovannino e due angeli                                                         | kb. 1468–1470 | 85×62 cm                | tempera, tábla                | Galleria dell’Accademia, Firenze                             | |                      |
|     | Szűz Mária gyermekével és két angyallal Madonna col Bambino e due angeli                                                                                         | kb. 1468–1469 | 107×75 cm               | tempera és olaj, tábla        | Strasbourg-i Szépművészeti Múzeum, Strasbourg, Franciaország | |                      |
|     | Szűz Mária gyermekével és két angyallal Madonna col Bambino e due angeli                                                                                         | kb. 1468–1470 | 100×71 cm               | tempera, tábla                | Museo Nazionale di Capodimonte, Nápoly                       | |                      |
|     | Szűz Mária a szeráfok glóriájában Madonna in gloria di serafini                                                                                                  | kb. 1469–1470 | 120×65 cm               | tempera, tábla                | Uffizi, Firenze                                              | |                      |
|     | Szűz Mária gyermekével és Keresztelő Szent Jánossal Madonna col Bambino e Giovanni Battista                                                                      | kb. 1470–1475 | 90×67 cm                | tempera, tábla                | Louvre, Párizs                                               | |                      |
|     | Rózsakerti Madonna Madonna del Roseto | kb. 1470      | 124×64 cm               | tempera, tábla                | Uffizi, Firenze                                              | |                      |
|     | Kegyelmes Szűzanya Madonna delle Grazie | kb. 1470      | 80×58 cm                | tempera, tábla                | Magángyűjtemény, Castellammare di Stabia, Olaszország        | Bizonytalan szerzőség |                      |
|     | Az oltáriszentség Madonnája Madonna dell'eucaristia | kb. 1470–1474 | 85×64,5 cm              | tempera, tábla                | Isabella Stewart-Gardner Museum, Boston, Egyesült Államok    | A képet Isabella Stewart Gardner 1899-ben vásárolta meg Chigi hercegtől 70 ezer dollárért. | [ 19 ]               |
|     | Szűz Mária és Szent János a Gyermeket imádja Madonna adorante il Bambino con San Giovannino                                                                      | kb. 1475–1480 |                         | tempera, tábla                | Palazzo Farnese, Piacenza, Olaszország                       | A kép a Bardi-beli Landi-kastélyból származik és eredeti kerettel rendelkezik. Botticelli szerzősége nem kétséges, de Szent János alakja valószínűleg tanítványainak munkája.                      | [ 20 ]               |
|     | Tengeri Madonna Madonna del Mare | kb. 1477      | 60,5×49,5 cm            | tempera, tábla                | Galleria dell’Accademia, Firenze                             | Bizonytalan szerzőség, Filippino Lippi is festhette |                      |
|     | Raczyński-Madonna Madonna Raczyński | c. 1477       | 135 cm átmérő (tondo)   | tempera, tábla                | Gemäldegalerie, Berlin                                       | |                      |
|     | Könyves Madonna Madonna del Libro | kb. 1480–1481 | 58×39,5 cm              | tempera, tábla                | Museo Poldi Pezzoli, Milánó                                  | |                      |
|     | Magnificat-Madonna Madonna del Magnificat | kb. 1483      | 118 cm átmérő (tondo)   | tempera és arany, tábla       | Uffizi, Firenze                                              | | [ 21 ]               |
|     | Bardi-Madonna Madonna Bardi | kb. 1485      | 185×180 cm              | tempera, tábla                | Gemäldegalerie, Berlin                                       | |                      |
|     | Szűz Mária gyermekével és öt angyallal Madonna col Bambino e cinque angeli                                                                                       | kb. 1485–1490 | 132,7 cm átmérő (tondo) | tempera és olaj, tábla        | Baltimore Museum of Art, Baltimore, Egyesült Államok         | |                      |
|     | Gránátalmás Madonna Madonna della Melagrana | kb. 1487      | 143,5 cm átmérő (tondo) | tempera, tábla                | Uffizi, Firenze                                              | |                      |
|     | Szűz Mária gyermekével, Keresztelő Szt. Jánossal és egy angyallal Madonna col Bambino, Giovanni Battista e un angelo                                             | kb. 1488      | 108×111 cm (tondo)      | tempera, tábla                | Varsói Nemzeti Múzeum, Varsó                                 | |                      |
|     | Szűz Mária gyermekével, hat angyallal és Keresztelő Szt. Jánossal Madonna col Bambino con sei angeli e san Giovanni Battista                                     | kb. 1488–1490 | 170 cm átmérő (tondo)   | tempera, tábla                | Galleria Borghese, Róma                                      | |                      |
|     | Szűz Mária gyermekével és két angyallal Madonna col Bambino e due angeli                                                                                         | kb. 1490      | 115 cm átmérő (tondo)   | tempera, tábla                | Liechtenstein Museum, Bécs                                   | |                      |
|     | Szűz Mária a Gyermeket imádja Vergine adorante il Bambino | kb. 1490      | 122×80 cm               | tempera, tábla                | National Gallery of Scotland, Edinburgh                      | |                      |
|     | Szűz Mária a Gyermeket imádja Vergine adorante il Bambino | kb. 1490      | 59,6 cm átmérő (tondo)  | tempera, tábla                | National Gallery of Art, Washington, Egyesült Államok        | |                      |
|     | Szűz Mária gyermekével és Szent Jánossal Madonna col Bambino e san Giovannino                                                                                    | kb. 1490      | 115 cm átmérő (tondo)   | tempera és olaj, tábla        | Cleveland Museum of Art, Cleveland, Egyesült Államok         | Bizonytalan szerzőség, valószínűleg egyik tanítványának (pl. Filippino Lippinek) a munkája (esetleg csak részben)                                                                                  |                      |
|     | Szűz Mária gyermekével és Szent Jánossal Madonna col Bambino e san Giovannino                                                                                    | kb. 1490–1495 | 134×92 cm               | tempera, tábla                | Galleria Palatina, Palazzo Pitti, Firenze                    | |                      |
|     | Szűz Mária gyermekével és Szent Jánossal Madonna col Bambino e san Giovannino                                                                                    | kb. 1490–1500 | 74 cm átmérő (tondo)    | tempera, tábla                | Museu de Arte de São Paulo, São Paulo, Brazília              | |                      |
|     | Szűz Mária gyermekével és Szent Jánossal Madonna col Bambino e san Giovannino                                                                                    | kb. 1490–1500 | 88,6 cm átmérő (tondo)  | tempera és olaj, tábla        | Clark Art Institute, Williamstown, Egyesült Államok          | Con aiuti |                      |
|     | Szűz Mária gyermekével és a gyermek Keresztelő Szent Jánossal (Rockefeller-Madonna) Madonna col Bambino e il giovane San Giovanni Battista (Madonna Rockefeller) | kb. 1491–1493 | 46,3×36,8 cm            | tempera, olaj és arany, tábla | Magángyűjtemény                                              | John Davison Rockefeller vásárolta meg, és 50 évig a Rockefeller család tulajdonában maradt (innen kapta alternatív nevét). 2013-ban a Christie's árverésén 2013-ban 10 442 500 dollárért kelt el. | [ 22 ] [ 23 ] [ 24 ] |
|     | Pavilonos Madonna Madonna del Padiglione | kb. 1493      | 65 cm átmérő (tondo)    | tempera, tábla                | Pinacoteca Ambrosiana, Milánó                                | |                      |
|     | Szűz Mária gyermekével és hat angyallal Madonna con Bambino e sei angeli                                                                                         | kb. 1500      | tondo                   | olaj, tábla                   | Palazzo Corsini al Parione, Firenze                          | |                      |

## Portrék
| Kép | Cím | Dátum         | Méret        | Technika                                | A kiállítás helye                                                        | Megjegyzés                                                                       | N.     |
| --- | --- | ------------- | ------------ | --------------------------------------- | ------------------------------------------------------------------------ | -------------------------------------------------------------------------------- | ------ |
|     | Ifjú arcképe Ritratto di giovane                                                                          | kb. 1469      | 51×33,7 cm   | tempera, tábla                          | Galleria Palatina, Palazzo Pitti, Firenze                                |                                                                                  |        |
|     | Esmeralda Brandini portréja Ritratto di Esmeralda Brandini                                                | kb. 1470–1475 | 65,7×41 cm   | tempera, tábla                          | Victoria and Albert Museum, London                                       |                                                                                  |        |
|     | Férfi arcképe Idősebb Cosimo medáljával Ritratto d'uomo con medaglia di Cosimo il Vecchio                 | kb. 1474      | 57,5×44 cm   | tempera, tábla                          | Uffizi, Firenze                                                          |                                                                                  |        |
|     | Hölgy portréja Alexandriai Szent Katalinként<brRitratto di dama nei panni di Santa Caterina d'Alessandria | kb. 1475      | 53,2×37,8 cm | tempera, tábla                          | Lindenau-Museum, Altenburg, Németország                                  |                                                                                  |        |
|     | Fiatal férfi arcképe Ritratto di giovane uomo                                                             | kb. 1475–1500 | 57,5×44 cm   | tempera, tábla                          | Louvre, Párizs                                                           | Korábban Filippino Lippinek tulajdonították.                                     | [ 25 ] |
|     | Giuliano de' Medici portréja Ritratto di Giuliano de' Medici                                              | kb. 1478–1480 | 54×36 cm     | tempera, tábla                          | Gemäldegalerie, Berlin                                                   |                                                                                  |        |
|     | Giuliano de' Medici portréja Ritratto di Giuliano de' Medici                                              | kb. 1478–1480 | 75,5×52,5 cm | tempera, tábla                          | National Gallery of Art, Washington, Egyesült Államok                    |                                                                                  |        |
|     | Giuliano de' Medici portréja Ritratto di Giuliano de' Medici                                              | kb. 1478–1480 | 54×36 cm     | tempera, tábla                          | Accademia Carrara, Bergamo, Olaszország                                  |                                                                                  |        |
|     | Fiatal nő portréja Ritratto di giovane donna                                                              | kb. 1480      | 55×43 cm     | tempera, tábla                          | Gemäldegalerie, Berlin                                                   | A kép talán Simonetta Vespuccit ábrázolja                                        |        |
|     | Fiatal nő portréja Ritratto di giovane donna                                                              | kb. 1480      | 82×54 cm     | tempera, tábla                          | Städelsches Kunstinstitut, Frankfurt am Main, Németország                | A kép talán Simonetta Vespuccit ábrázolja                                        |        |
|     | Fiatal férfi arcképe Ritratto di giovane uomo                                                             | kb. 1482–1483 | 43,5×46,2 cm | tempera, tábla                          | National Gallery of Art, Washington, Egyesült Államok                    |                                                                                  |        |
|     | Férfiportré Ritratto virile                                                                               | kb. 1483      | 37,5×28,2 cm | tempera, tábla                          | National Gallery, London                                                 |                                                                                  |        |
|     | Fiatal nő arcképe Ritratto di giovane donna                                                               | kb. 1485      | 61×40,5 cm   | tempera, tábla                          | Galleria Palatina, Palazzo Pitti, Firenze                                | A kép Bella Simonetta néven is ismert és állítólag Simonetta Vespuccit ábrázolja | [ 26 ] |
|     | Lorenzo di Ser Piero Lorenzi portréja Ritratto di Lorenzo di Ser Piero Lorenzi                            | kb. 1490–1495 | 50×36,5 cm   | tempera, tábla                          | Philadelphia Museum of Art, Philadelphia, Egyesült Államok               |                                                                                  |        |
|     | Dante portréja Ritratto di Dante                                                                          | kb. 1495      | 54,7×47,5 cm | tempera, vászon                         | Magángyűjtemény, Genf, Svájc                                             |                                                                                  |        |
|     | Michele Marullo Tarcaniota portréja Ritratto di Michele Marullo Tarcaniota                                | kb. 1496–1497 | 49×35 cm     | tempera és olaj táblán, vászonra áttéve | Guardans-Cambó gyűjtemény, Barcelona (a madridi Prado által kölcsönözve) |                                                                                  |        |

## Rajzok
| Kép | Cím                                                                  | Dátum    | Méret | Technika                 | A kiállítás helye                                                                 | Megjegyzés | N. |
| --- | -------------------------------------------------------------------- | -------- | ----- | ------------------------ | --------------------------------------------------------------------------------- | ---------- | -- |
|     | Illusztrációk az Isteni színjáték-hoz Disegni per la Divina Commedia | kb. 1485 |       | Ezüst és tinta, pergamen | Kupferstichkabinett, Berlin (85 rajz)Vatikáni Apostoli Könyvtár, Vatikán (7 rajz) |            |    |

## Fordítás
- Ez a szócikk részben vagy egészben  az   Opere di Sandro Botticelli című olasz Wikipédia-szócikk ezen változatának fordításán alapul.  Az eredeti cikk szerkesztőit annak laptörténete sorolja fel. Ez a jelzés csupán a megfogalmazás eredetét és a szerzői jogokat jelzi, nem szolgál a cikkben szereplő információk forrásmegjelöléseként.